# بطولة تونس للكرة الطائرة للرجال 1955-1956
بطولة تونس للكرة الطائرة للرجال 1955-1956 هو الموسم رقم 1 من بطولة تونس للكرة الطائرة للرجال.

فاز بهذا الموسم هرزيليا الرياضية.

## روابط خارجية
- الموقع الرسمي للجامعة التونسية للكرة الطائرة.